# Pivkovice
Pivkovice falu és önkormányzat (obec) Csehország Dél-csehországi kerületének Strakonicei járásában. Területe 3,17 km², lakosainak száma 78 (2008. 12. 31). A falu Strakonicétől mintegy 16 km-re délkeletre, České Budějovicétől 37 km-re északnyugatra, és Prágától 105 km-re délre fekszik.
A település első írásos említése 1358-ből származik.

## Az önkormányzathoz tartozó települések
- Pivkovice
- Chrást

## Népesség
A település népessége az elmúlt években az alábbi módon változott:
| Lakosok száma | 194  | 172  | 180  | 126  | 115  | 80   | 74   | 82   | 82   | 93   |
|               | 1869 | 1900 | 1921 | 1961 | 1980 | 2011 | 2016 | 2019 | 2021 | 2024 |